# Léon Gloden
Léon Gloden (ur. 9 grudnia 1972 w Ettelbrucku) – luksemburski polityk, prawnik i samorządowiec, deputowany, od 2023 minister spraw wewnętrznych.

## Życiorys
Uzyskał magisterium z prawa na Université Aix-Marseille-III, ukończył też studia podyplomowe z prawa europejskiego w Kolegium Europejskim w Brugii. Podjął praktykę w zawodzie prawnika, został partnerem w firmie prawniczej Elvinger Hoss Prussen. Zaangażował się w działalność polityczną w ramach Chrześcijańsko-Społecznej Partii Ludowej. W 2000 został radnym gminy Grevenmacher, a w 2011 powołano go na burmistrza tej miejscowości. W 2009 objął mandat posła do Izby Deputowanych. Do luksemburskiego parlamentu był następnie wybierany w wyborach w 2013, 2018 i 2023.
W listopadzie 2023 został ministrem spraw wewnętrznych w rządzie Luca Friedena.